# Gulvingad astrild
Gulvingad astrild (Pytilia hypogrammica) är en fågel i familjen astrilder inom ordningen tättingar.

## Utseende och läte
Gulvingad astrild är en udda och vacker medlem av familjen. Den har tunna beigefärgade tvärband undertill, mestadels gula vingar samt rött på övergump och stjärt. Hanen har rött ansikte, honan helgrått huvud. Lätet består av ett enkelt "tew".

## Utbredning och systematik
Fågeln förekommer från nordöstra Guinea och Sierra Leone till Kamerun och nordvästra Kongo-Kinshasa. Den behandlas som monotypisk, det vill säga att den inte delas in i några underarter.

## Levnadssätt
Gulvingad astrild hittas i fuktiga lövskogar, igenväxande jordbruksbygd och buskmarker. Den är förhållandevis ovanlig och anspråkslös i sitt leverne. Fågeln ses enstaka eller i par, i bland i flockar med andra fåglar.

## Status
Arten har ett stort utbredningsområde och beståndet anses vara stabilt. Internationella naturvårdsunionen IUCN listar den därför som livskraftig (LC).